# Apostolisch vicariaat Puerto Carreño
Het apostolisch vicariaat Puerto Carreño (Latijn: Vicariatus Apostolicus Portus Carreniensis) is een rooms-katholiek apostolisch vicariaat met als zetel Puerto Carreño, in Colombia. Het apostolisch vicariaat is vrijgesteld en valt als immediatum direct onder de Heilige Stoel, zonder te behoren tot een kerkprovincie. 

## Geschiedenis
Het apostolisch vicariaat werd opgericht op 22 december 1999, uit delen van de apostolische prefectuur Vichada.

## Parochies
Het apostolisch vicariaat had in 2020 een oppervlakte van 57.000 km2 en telde 49.800 inwoners waarvan 78,1% rooms-katholiek was.

## Apostolisch vicarissen
- Alvaro Efrén Rincón Rojas (22 december 1999 - 10 juni 2010)
- Francisco Antonio Ceballos Escobar (3 september 2008 - 22 april 2020)
  - Raúl Alfonso Carrillo Martínez (apostolisch administrator: 25 april 2020 - 8 juni 2023)
- Álvaro Mon Peréz (30 Mar 2023 - heden)

## Galerij van afbeeldingen

Wapen van het apostolisch vicariaat Puerto Carreño